# Unterwiesenacker
Unterwiesenacker ist ein Ortsteil der Stadt Velburg im Oberpfälzer Landkreis Neumarkt in der Oberpfalz.

## Geografie
Das Dorf liegt nördlich vom Velburger Ortsteil Oberwiesenacker. Westlich vom Ort fließt die Schwarze Laber und verläuft die A 3. Nördlich vom Ort liegt das Gelände des Golf Club am Habsberg.

## Geschichte
In der Sankt-Nepomuk-Straße befindet sich das aus dem frühen 19. Jahrhundert stammende Heiligenhäuschen St. Johannes von Nepomuk (siehe Liste der Baudenkmäler in Velburg#Unterwiesenacker).